# 宮崎航空機製作所
宮崎航空機製作所（みやざきこうくうきせいさくしょ）、第二次世界大戦中の日本を拠点とした航空機部品製造会社である。宮崎航空興学（「宮崎航空工業株式会社」とも）の子会社。

## 解説
栃木県鹿沼に工場を持ち、零式艦上戦闘機の方向舵などの部品を製造していた。
戦時中は栃木県宇都宮に移転。その直後の1945年7月12日、宇都宮は空襲を受け、市は全壊率43.7％の被害を受けた。
経営者はアニメーションスタジオ・スタジオジブリの共同設立者でアニメーション作家の宮崎駿の父、宮崎勝次であった。元々宮崎航空工業の社長は、宮崎駿の伯父である2代目 宮崎富次郎（幼名：芳太郎）が務めていたが、健康を損ね勝次に実質的な経営を委ねていたとされる。